# Uloborus jarrei
Uloborus jarrei là một loài nhện trong họ Uloboridae.
Loài này thuộc chi Uloborus. Uloborus jarrei được miêu tả năm 1940 bởi Lucien Berland & Millot.